# Yannick Agnero
Mel Yannick Joel Agnero (20 febbraio 2003) è un calciatore ivoriano, attaccante dell'Halmstad.

## Carriera
Cresciuto nel settore giovanile della Right to Dream Academy, nell'estate del 2021 è stato acquistato dal Nordsjælland (club della prima divisione danese), che lo ha assegnato alla propria formazione Under-19; ha fatto il suo esordio in prima squadra il 22 ottobre seguente nell'incontro di campionato perso 2-0 contro il Vejle.
Il 31 gennaio 2023 è stato ceduto in prestito al Fremad Amager, dove ha giocato in 1. Division (seconda divisione danese) fino al termine della stagione. Rientrato brevemente al Nordsjælland, il 1º febbraio 2024 è stato nuovamente ceduto in prestito, questa volta all'Helsingør.
Il 1º agosto seguente è stato acquistato a titolo definitivo dall'Halmstad, club della prima divisione svedese.

## Statistiche

### Presenze e reti nei club
Statistiche aggiornate al 1º luglio 2025.
| Stagione        | Squadra         | Campionato      | Campionato | Campionato | Coppe nazionali | Coppe nazionali | Coppe nazionali | Coppe continentali | Coppe continentali | Coppe continentali | Altre coppe | Altre coppe | Altre coppe | Totale | Totale | Totale |
| Stagione        | Squadra         | Comp            | Pres       | Reti       | Comp            | Pres            | Reti            | Comp               | Pres               | Reti               | Comp        | Pres        | Reti        | Pres   | Reti   |        |
| --------------- | --------------- | --------------- | ---------- | ---------- | --------------- | --------------- | --------------- | ------------------ | ------------------ | ------------------ | ----------- | ----------- | ----------- | ------ | ------ | ------ |
| 2021-2022       | Nordsjælland    | SL              | 3          | 0          | CD              | 0               | 0               | -                  | -                  | -                  | -           | -           | -           | 3      | 0      |        |
| gen.-giu.2023   | Fremad Amager   | 1D              | 9          | 0          | CD              | 0               | 0               | -                  | -                  | -                  | -           | -           | -           | 9      | 0      |        |
| gen.-giu.2024   | Helsingør       | 1D              | 10         | 1          | CD              | 0               | 0               | -                  | -                  | -                  | -           | -           | -           | 10     | 1      |        |
| 2024            | Halmstad        | A               | 11         | 4          | CS              | 0               | 0               | -                  | -                  | -                  | -           | -           | -           | 11     | 4      |        |
| 2025            | Halmstad        | A               | 13         | 5          | CS+CS           | 3+0             | 1+0             | -                  | -                  | -                  | -           | -           | -           | 16     | 6      |        |
| Totale carriera | Totale carriera | Totale carriera | 46         | 10         |                 | 3               | 1               |                    | 0                  | 0                  |             | -           | -           | 49     | 11     |        |